# Luigi Angelillo
Pour les articles homonymes, voir Angelillo.
Luigi Angelillo, né à Gioia del Colle le 8 décembre 1945 et mort à Rome le 21 juillet 2015, est un acteur italien, aussi connu sous le diminutif de Gigi Angelillo.

## Filmographie
- 1966 : I tre diavoli (téléfilm)
- 1974 : L'ammazzatina
- 1975 : Chaleurs sexuelles de Osvaldo Civirani
- 1979 : Tesoro mio de Giulio Paradisi
- 1993 : Giovanni Falcone de Giuseppe Ferrara
- 1998 : Primo cittadino (série télévisée)
- 1999 : Mai con i quadri (téléfilm)
- 2001 : Territori d'ombra de Paolo Modugno
- 2003 : Mio cognato de Alessandro Piva
- 2005 :
  - Cuore sacro de Ferzan Ozpetek
  - Edda (téléfilm) de Giorgio Capitani
  - Romanzo criminale de Michele Placido
- 2006 : L'ami de la famille de Paolo Sorrentino
- 2007 : L'uomo giusto de Toni Trupia (it)
- 2008 :
  - Aldo Moro - Il presidente (téléfilm)
  - Un amore di Gide de Diego Ronsisvalle (it)
- 2009 :
  - Feisbum
  - Il grande sogno de Michele Placido
  - Cado dalle nubi de Gennaro Nunziante